# 大连鸿安篮球俱乐部
大连鸿安篮球俱乐部曾经是中国全国男子篮球联赛（NBL）的一只参赛球队，成立于2006年，2009年宣布解散。
2006年5月30日，大连鸿安篮球俱乐部正式宣告成立。2007年、2008年，球队参加NBL，均没有通过小组赛。2009年球队解散，退出NBL联赛。